# Młodzieżowe Drużynowe Mistrzostwa Polski na Żużlu 1999
Młodzieżowe Drużynowe Mistrzostwa Polski 1999 – zawody żużlowe, mające na celu wyłonienie medalistów młodzieżowych drużynowych mistrzostw Polski w sezonie 1999. Rozegrano eliminacje w czterech grupach oraz finał.

## Finał
- Piła, 25 września 1999
- Sędzia: Marek Czernecki

| Msc |                                                                                            | Drużyna / Zawodnik                         | Biegi                     | Punkty |
| --- | ------------------------------------------------------------------------------------------ | ------------------------------------------ | ------------------------- | ------ |
| 1   |                                                                                            | Pergo Gorzów Wielkopolski                  | Pergo Gorzów Wielkopolski | 32     |
| 1   | Rafał Okoniewski Tomasz Kwiatkowski Krzysztof Cegielski Michał Aszenberg Tomasz Cieślewicz | (2,3,3,3) (1,2) (3,3,3,3) (1,1) (u,2,2,d)  | 11 3 12 2 4               |        |
| 2   |                                                                                            | Ludwik-Polonia Piła                        | Ludwik-Polonia Piła       | 27     |
| 2   | Jarosław Hampel Tomasz Gapiński Mariusz Franków Mirosław Giżycki Michał Łozicki            | (3,d,2,2) (1,3,3,1) (3,2,2,3) (2,w,0,0) ns | 7 8 10 2                  |        |
| 3   |                                                                                            | Apator-Netia Toruń                         | Apator-Netia Toruń        | 25     |
| 3   | Tomasz Chrzanowski Wojciech Duda Mariusz Puszakowski Łukasz Pawlikowski Wojciech Zieliński | (3,2,3,3) (0,0,1,0) (3,2,1,2) (1,3,0,1) ns | 11 1 8 5                  |        |
| 4   |                                                                                            | Unia Leszno                                | Unia Leszno               | 22     |
| 4   | Łukasz Jankowski Maciej Jąder Mariusz Fierlej Tomasz Łukaszewicz Łukasz Loman              | (2,2,2,1) (3,w,u,d) (d,0,3,3) (2,1,1,2) ns | 7 3 6                     |        |
| 5   |                                                                                            | Lotos-Wybrzeże Gdańsk                      | Lotos-Wybrzeże Gdańsk     | 12     |
| 5   | Paweł Duszyński Bartłomiej Żebrowski Paweł Stormowski Jakub Niziołek                       | (1,1,1,2) (0,0,0,1) (1,2,2,0) (0,0,0,1)    | 5 1 5 1                   |        |